# Гросхари
Гросхари (њем. Großharrie) општина је у њемачкој савезној држави Шлезвиг-Холштајн. Једно је од 84 општинска средишта округа Плен. Према процјени из 2010. у општини је живјело 548 становника. Посједује регионалну шифру (AGS) 1057024.

## Географски и демографски подаци
Гросхари се налази у савезној држави Шлезвиг-Холштајн у округу Плен. Општина се налази на надморској висини од 31 метра. Површина општине износи 13,2 km². У самом мјесту је, према процјени из 2010. године, живјело 548 становника. Просјечна густина становништва износи 42 становника/km².